# Ciclovia Adriatica
La ciclovia Adriatica è un progetto di percorso ciclabile interregionale che costeggia il litorale adriatico.
Coincide con il ramo BI-6 della rete ciclabile nazionale (BicItalia) proposta dalla FIAB, che si integra con la più ampia rete ciclabile europea denominata EuroVelo: il percorso preventivato è la litoranea per eccellenza che corre parallelamente alla E55, alla Romea nella parte settentrionale e alla strada statale 16 Adriatica nelle regioni centrali e meridionali, collegando Trieste con Santa Maria di Leuca per una lunghezza di 1300 km, costeggiando la riviera italiana più ricca di spiagge dedicate al turismo balneare.
La regione Abruzzo, dove la ciclovia è nata negli anni Settanta (pista ciclabile di 6 km tra Tortoreto e Alba Adriatica) è ormai quasi completa e ininterrotta, ha finanziato già nel 2014 il completamento dell'intero tratto regionale avente un'estensione di 132 km. Nelle altre regioni interessate sono stati realizzati solo alcuni tratti a macchia di leopardo, ma di anno in anno il percorso si va sempre più completando ad opera delle amministrazioni comunali, provinciali e regionali attraversate. Il Molise, con il tratto interessato più breve ha approvato la realizzazione di una pista ciclabile sul litorale di poco più di 30 km.
La ciclovia Adriatica in futuro proseguirà senza soluzione di continuità con la ciclovia Parenzana, che collega Trieste alla cittadina istriana di Parenzo. È prevista una continuazione di tale tracciato lungo tutta la costa dalmata fino a Spalato. In questo modo, una buona parte dell'intero Adriatico sarà costeggiato dalla pista ciclabile.

## Tratti realizzati

### Friuli-Venezia Giulia

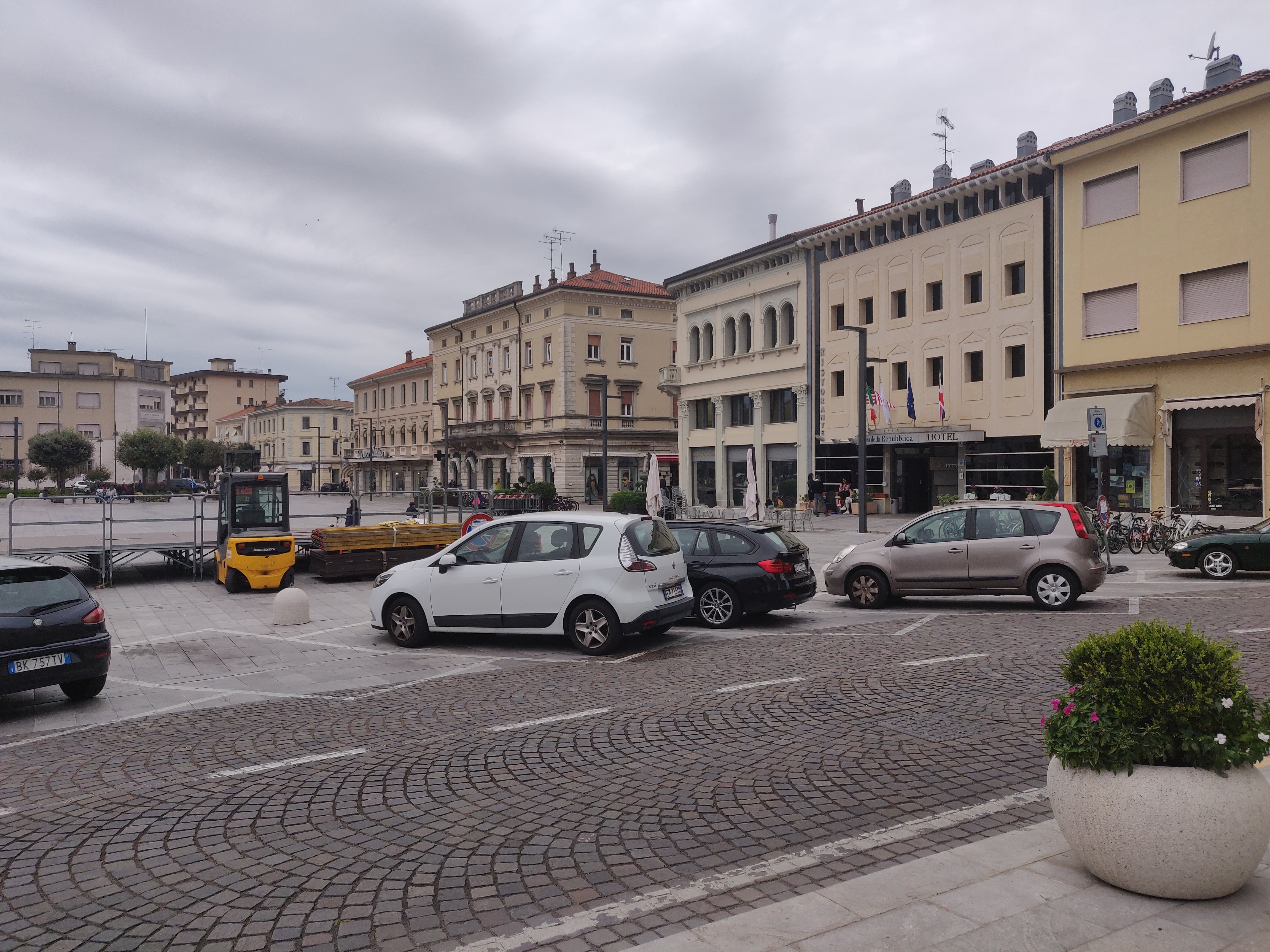
Monfalcone

Il tratto costiero è stato realizzato da Grado a Monfalcone e fa parte della ciclovia FVG 2 del mare Adriatico.

### Emilia-Romagna
Esistono vari tratti nelle località della costa ferrarese (dove il percorso prende anche il nome di Adriabike) e della riviera romagnola.

### Marche

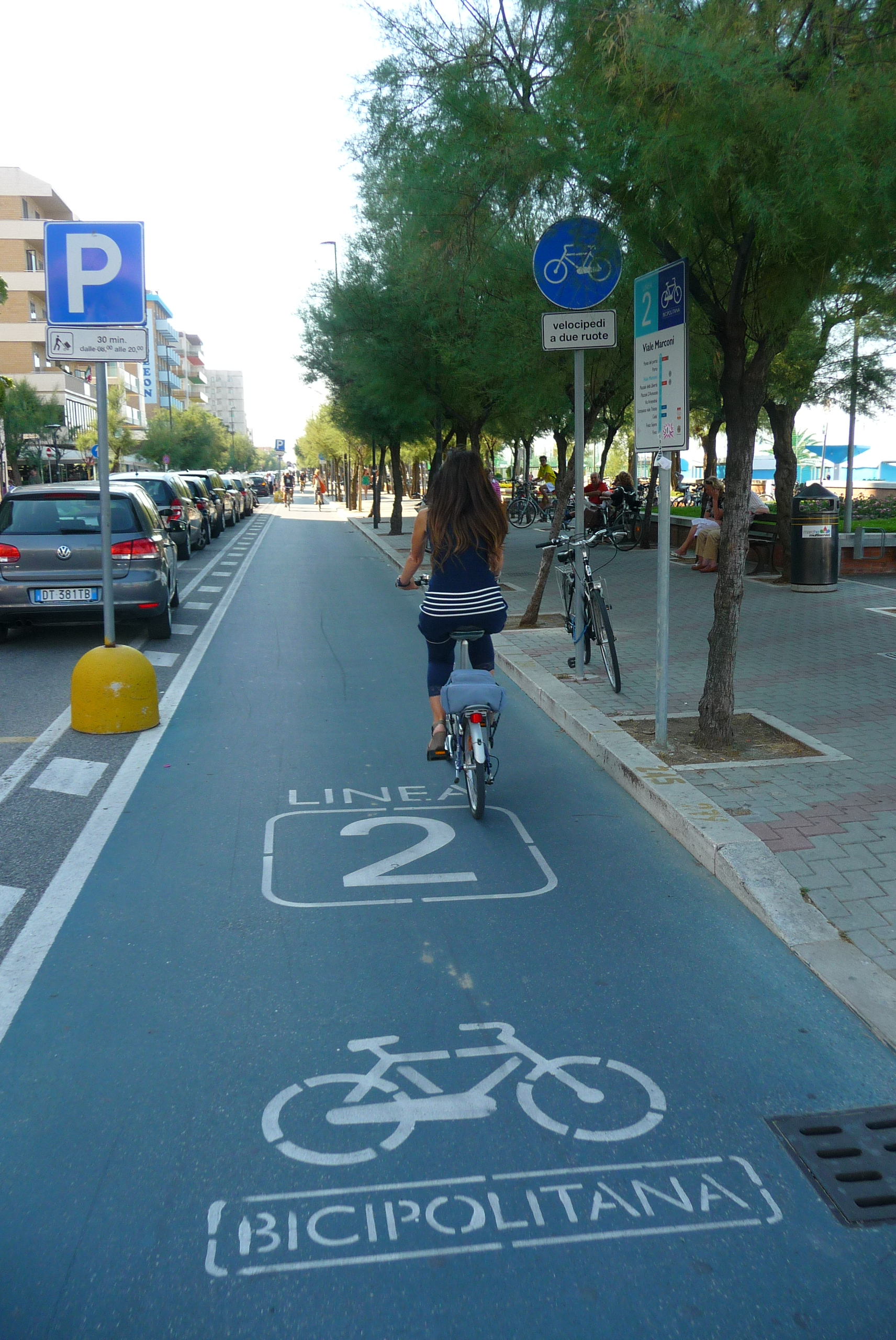
Il ramo n. 2 (linea Azzurra) della Bicipolitana di Pesaro, coincidente con la ciclovia Adriatica

Sono stati costruiti vari tratti, e a Gabicce Mare un ponte levatoio a sollevamento idraulico ciclabile attraversa il Tavollo. I tratti realizzati vanno da Pesaro a Fano (di 13 km); da Civitanova a Porto Sant'Elpidio, da Lido di Fermo a Porto San Giorgio fino ad arrivare a Marina Palmense, dov'è presente un ciclopedonale sull'Ete Vivo. Un tragitto di circa 18 km, noto come pista ciclabile della Riviera delle Palme, attraversa le località di Cupramarittima-Grottammare-San Benedetto del Tronto. Non sono ancora stati realizzati il tratto che attraversa Porto San Giorgio e Pedaso, con il quale si congiungerebbe la gran parte del litorale marchigiano, e l'attraversamento del fiume Chienti tra Porto Sant'Elpidio e Civitanova Marche (in fase di costruzione).
Manca inoltre l'attraversamento del fiume Tronto per il collegamento tra la pista costiera marchigiana con quella abruzzese. Nelle adiacenze del Tronto si diramerà la costruenda la ciclovia Salaria, che si dirige verso Ascoli.

### Abruzzo

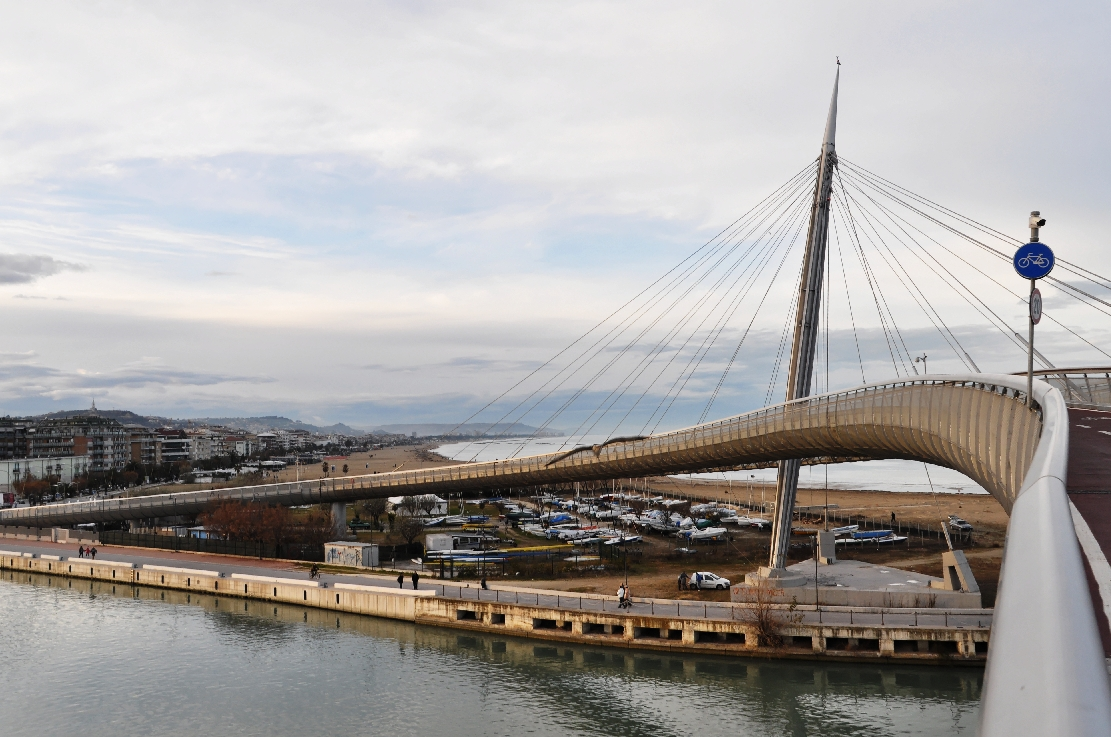
Ponte del Mare a Pescara, incluso nel percorso ciclopedonale Adriatico sopra la foce del fiume

Alla fine del 2023 in Abruzzo la maggior parte dei tratti della ciclovia sono stati realizzati, ed escludendo piccole interruzioni nella costa teramana, gli unici tratti incompleti sono quelli tra Francavilla al Mare e Ortona e tra Casalbordino e Vasto. In provincia di Teramo, nella costa nord dell'Abruzzo, è presente un lungo tratto di pista ciclopedonale che attraversa senza soluzione di continuità i comuni di Martinsicuro, Alba Adriatica, Tortoreto, Giulianova e Cologna spiaggia (frazione di Roseto degli Abruzzi), attraversando con ponti ciclopedonali i fiumi Salinello e Tordino, dove riprende attraversando tutto il comune sino ad arrivare a Silvi, dove alcuni tratti non sono stati completati. Attraversando il fiume Piomba, che divide Silvi e Città Sant'Angelo, arriva nella provincia di Pescara, dove la ciclovia è realizzata nella sua interezza senza interruzioni. A Marina di Città Sant'Angelo la ciclovia attraversa il fiume Saline e prosegue ininterrotta attraversando Montesilvano, Pescara (dove supera l'omonimo fiume sull'attraversamento ciclabile del ponte del Mare) e Francavilla al Mare, entrando nella Costa dei Trabocchi, in provincia di Chieti, dove sono attive numerose stazioni di bike-sharing e servizi di intermodalità bici-treno. Il tratto tra Francavilla al Mare e Ortona, tra gli ultimi tratti di una certa rilevanza ancora non realizzati, separa l'area pescarese dal lungo tratto ricavato dall'ex tracciato della ferrovia Adriatica, che prosegue ininterrotto da Ortona a Torino di Sangro Marina e dove si è tenuta l'inaugurazione del Giro d'Italia 2023. Nel comune di Torino di Sangro una frana sul vecchio tracciato ferroviario ha rallentato i lavori in località Lago Dragoni, separando i tratti completati tra le località Marina e Valle Caterina. La ciclovia poi si interrompe per un lungo tratto nel comune di Casalbordino e nella zona del porto di Vasto, e in corrispondenza del centro abitato di Vasto riprende sul vecchio tracciato ferroviario, e tramite diverse gallerie arriva a Vasto marina e San Salvo, dove raggiunge il confine regionale con il Molise.

### Molise
Lungo il breve litorale si trovano un tratto a Petacciato e un altro sul lungomare nord di Termoli di circa 3 km.
Nel 2023 è stato approvato e finanziato il completamento della ciclabile lungo tutta la costa molisana.

### Puglia

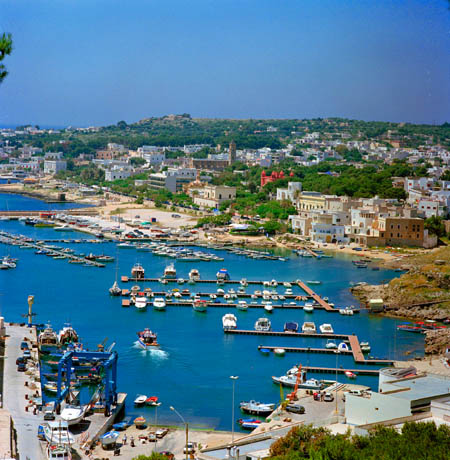
Santa Maria di Leuca

In Puglia l'itinerario si connette con la rete ciclabile mediterranea individuata dal progetto europeo Cy.ro.n.med. che coinvolge Italia, Malta, Cipro e Grecia. L'itinerario in progetto si svilupperà da Chieuti fino a Santa Maria di Leuca, con due varianti, una costiera e una più interna attraverso la Foresta Umbra, sul Gargano. Un tratto è stato realizzato lungo la Via Traiana dal Parco regionale delle Dune Costiere tra Fasano e Ostuni.